# Joe Staley
Pour les articles homonymes, voir Staley.
(en) Statistiques sur pro-football-reference
Joe Staley, né le 30 août 1984 à Rockford au Michigan, est un joueur américain de football américain évoluant au poste d'offensive tackle.

## Biographie
Il étudie à l'université de Central Michigan et joue alors pour les Chippewas de Central Michigan.
Il est sélectionné à la 28e place de la Draft 2007 par les 49ers de San Francisco. Il devient titulaire aux dépens de Kwame Harris (en).